# Исток реки Урал
Исток Урала (баш. Яйыҡ йылғаһы баш) — родник у подножия горы Нажимтау у южноуральского хребта Уй-Таш на высоте 637 м над уровнем моря, в 12 км от села Вознесенка Учалинского района Республики Башкортостан.
Географическая и туристическая достопримечательность. С 1980 года входит в состав природного заказника «Урал-Тау (Уралтау)».

## Расположение
Пётр Рычков в своей книге «Топография Оренбургская» писал:
 Яикъ вершину имьетъ за Уралскими горами на Сибирской дорогъ, въ Купаканской волости, изъ горы называемой Калганъ Тау, что значитъ: Крайняя или Остальная гора въ Уралъ.

Сія река изстари разделяетъ Башкирцовъ съ Киргисъ Кайсаками
Основной источник, расположенный у подножия горы Нажимтау, дополняют 5 мощных родников. Его расположение отмечено памятными знаками.
В 2000-х годах над истоком Урала был установлен символический железный мостик из Европы в Азию. На одной стороне, ближе к памятному знаку — железными буквами сверху вниз: «Европа», а на другой «Азия».
Путешествие к истоку Урала подробно описано в книге Виктора Поляничко «Река весны: По Уралу — от истока до устья».